# Dimas Costa
Dimas Nogues Costa (Bagé, Río Grande del Sur, 20 de enero de 1926 - Porto Alegre, 11 de julio de 1997) fue un poeta, folclorista, compositor, actor, locutor de radio y de televisión brasileño.

## Biografía
Conocido como «Xiru Divertido», fue presentador de programas regionalistas de radio y televisión que promovían la música, danzas y otras tradiciones gaúchas.
En los años 1950 presentó en Radio Gaúcha de Porto Alegre los programas regionalistas Festança na Querência (junto a Paixão Côrtes), Céu e Campo, Entardecer na Querência, Pelos Caminhos do Pago y Alma do Rio Grande (también con Paixão Cortes).
Fue compositor de temas musicales regionalistas. Junto a Eleu Salvador, compuso Parabéns crioulo, una canción de cumpleaños de tema gaúcho, grabada por José Mendes y muy popular en Río Grande del Sur. Actuó en cine, en producciones vinculadas a temas regionalistas, junto con José Mendes y Teixeirinha.
Una de sus poesías nativistas más populares es A Morte do Brigadiano.

## Obras
- Céu e campo (con A. Amaral da Silva, 1955)
- Pampa bravo (1958)
- Cantares da Terra (con João Joaquim Ferreira, 1960)
- Três poemas de destaque (1963)
- Pelos caminhos do pago: poesia e prosa (Livraria Sulina, 1963)
- O Piazito Contador de Estórias (infantil, 1967)
- Céu, pampa e pago (1968)
- Os Cadernos do Xiru – Poesias, notas e contos (2 volúmenes, 1969)
- Dimas Costa – Poesias (2 volúmenes, 1969)
- Céu, Pampa, Pago (Lamar Publicações, 1974 - 1979)
- Fanfarronada – Poemeto Regional (humorístico, 1977)
- Herança Campeira – LP con Paulo Ibagé (1978)
- Carta a mãe natureza e Novos Poemas (1979)
- Tarca: versos gauchescos (vol. 8 de la colección Tarca - Martins Livreiro Editor, 1981)
- Poesia gauchesca para moças e crianças (1973, 1983, 1984, 1991)
- Novas poesias para moças e crianças nativistas (Martins Livreiro Editor, 1986)
- Entardecer na querência (1985)
- Poesia gauchesca para prendas e peões (2003) póstumo

Crítica literaria
- Literatura Comentada - Guimarães Rosa (1988)

## Filmografía
- Os abas Largas (1965)
- Pára, Pedro! (1969)
- Não Aperta, Aparício (1970)
- Janjão Não Dispara... Foge! (1970)
- A Quadrilha do Perna Dura (1976)
- Carmen, a cigana (1976)
- Na Trilha da Justiça (1977)
- Gaúcho de Passo Fundo (1978)